# Носенко Олександр Миколайович
Олександр Миколайович Носенко (13 січня 1968, Чернігів — 4 лютого 2017, Чернігів) — радянський та український шахіст, гросмейстер (2014), тренер.

## Походження та навчання
Олександр Носенко народився в Чернігові. Навчався з 1975 року по 1983 рік в середній школі № 15, з 1983 року по 1985 рік в середній школі № 11. Закінчив Чернігівський державний педагогічний інститут імені Т. Г. Шевченка у 1991 році за спеціальністю «Фізичне виховання».
Грати в шахи Олександр почав у 6 років. Відвідував секцію шахів Чернігівського Палацу піонерів і школярів. Його першим тренером був Леонід Михайлович Роговий. Другим тренером, після виконання І розряду, став Микола Михайлович Вербицький в період з 1976 року до грудня 1977 року.

## Спортивна кар'єра
Майстер спорту СРСР (1990), міжнародний майстер (2000), гросмейстер з 2014 року.
Брав участь у змаганнях у різних країнах світу — ОАЕ, Ліван, Йорданія, Росія, Білорусь, Азербайджан, Туркменістан, Польща, Данія, Австрія, Чехія, Велика Британія, Литва та інші.
Багаторазовий чемпіон міста Чернігова і області.

## Результати виступів у чемпіонатах України
Олександр Носенко зіграв у восьми фінальних турнірах чемпіонатів України, набравши загалом 39½ очок із 65 можливих.
| Рік  | Місто        | Турнір                 | + | − | = | Результат | Місце   |
| ---- | ------------ | ---------------------- | - | - | - | --------- | ------- |
| 1983 | Мелітополь   | 52-й чемпіонат України | 5 | 2 | 2 | 6 з 9     | 5       |
| 1998 | Алушта       | 67-й чемпіонат України |   |   |   | 6½ з 9    | 6       |
| 2000 | Севастополь  | 69-й чемпіонат України | 6 | 1 | 2 | 7 з 9     | Bronze  |
| 2001 | Орджонікі́дзе | 70-й чемпіонат України | 2 | 4 | 3 | 3½ з 9    | 23 — 27 |
| 2003 | Сімферополь  | 72-й чемпіонат України | 4 | 2 | 3 | 5½ з 9    | 18      |
| 2004 | Харків       | 73-й чемпіонат України | 0 | 1 | 1 | ½ з 2     | 1/16    |
| 2007 | Харків       | 76-й чемпіонат України | 1 | 2 | 6 | 4 з 9     | 19      |
| 2009 | Алушта       | 78-й чемпіонат України | 4 | 2 | 3 | 5½ з 9    | 18      |

## Досягнення
2-ге місце у першості СРСР серед юнаків (м. Кіровобад, 1984 рік),

3-тє місце в чемпіонаті України серед чоловіків (м. Севастополь, 2000 рік),

1-ше місце в складі команди «Вектор» у першості Білорусі серед клубних команд (м. Мінськ, 2008 рік),

2-ге місце у складі команди ПГМБ у Чемпіонаті України серед клубних команд (м. Алушта, 2009 рік),

1-ше місце у складі команди «А ДАН ДЗЮ — ПГМБ» у Чемпіонаті України серед клубних команд (м. Алушта, 2010 рік, 2011 рік),

1-ше місце «А ДАН ДЗЮ — ПГМБ» у VI турнірі з шахів «Феміда — 2010» Кубок голови Харківської обласної державної адміністрації (м. Харків, 2010 рік).
Переможець і призер міжнародних змагань у Великій Британії (2001 рік), Маріуполі (2003 рік), Об'єднаних Арабських Еміратах (2010 рік), у Мукачевому (2010—2012 роки), Сімферополі (2011 рік), Мінську (2012 рік), Бейруті (2013 рік), Пінську (Меморіал Фурмана, 2013 рік), Алушті (2013 рік), Празі, Лієнці, Ліберці (2015 рік) та інших.
Став першим гросмейстром Чернігова та області.
Максимальний рейтинг 2537 (березень 2015 року).